# Чхонгечхон

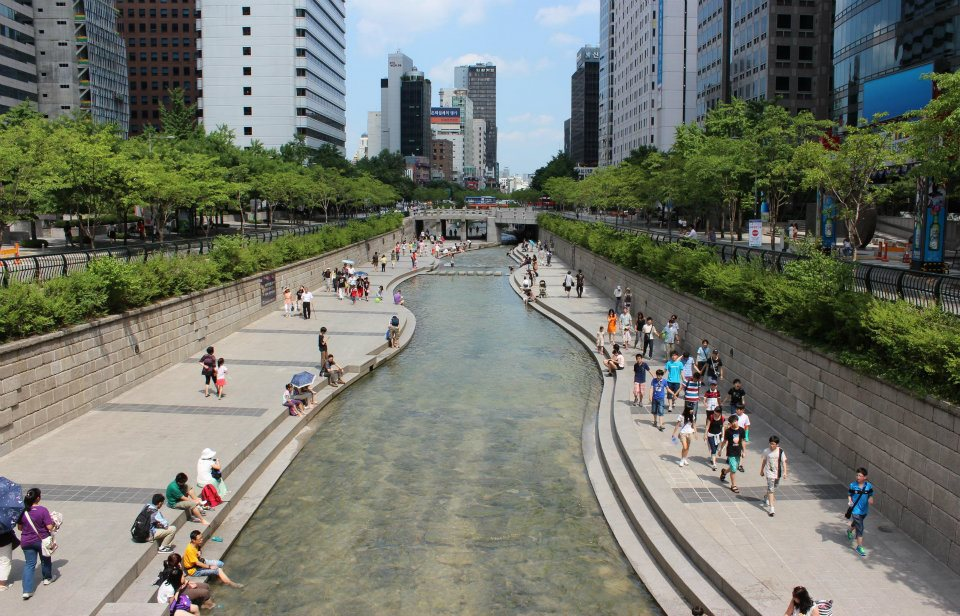
Чхонгечхон, Сеул, 2012 рік

Чхонгечхон (хангул: 청계천, корейська вимова: [t͡ɕʰʌ̹ŋ.gje̞.t͡ɕʰʌ̹ːn]) — це сучасний громадський простір завдовжки 10,9 кілометрів у центрі Сеула, Південна Корея. Масштабний проект відновлення набережної невеликої річки, яка протікала до того, як швидкий післявоєнний економічний розвиток спричинив її накриття транспортною інфраструктурою. Проект вартістю 335 мільйонів доларів США спочатку викликав велику критику громадськості, однак після відкриття в 2005 році він став популярним серед жителів і туристів.

## Географія
Чхонгечхон — це потік довжиною 10,9 км (6,8 миль), що тече із заходу на схід через центр Сеула, а потім впадає у річку Чоннангчхон, яка, своєю чергою, впадає у річку Хан і впадає в Жовте море. Під час президентства Пак Чон Хі Чхонгечхон був захований у колектор і над ним збудували автомагістраль. У 1968 році над нею збудовано естакаду.

## Історія

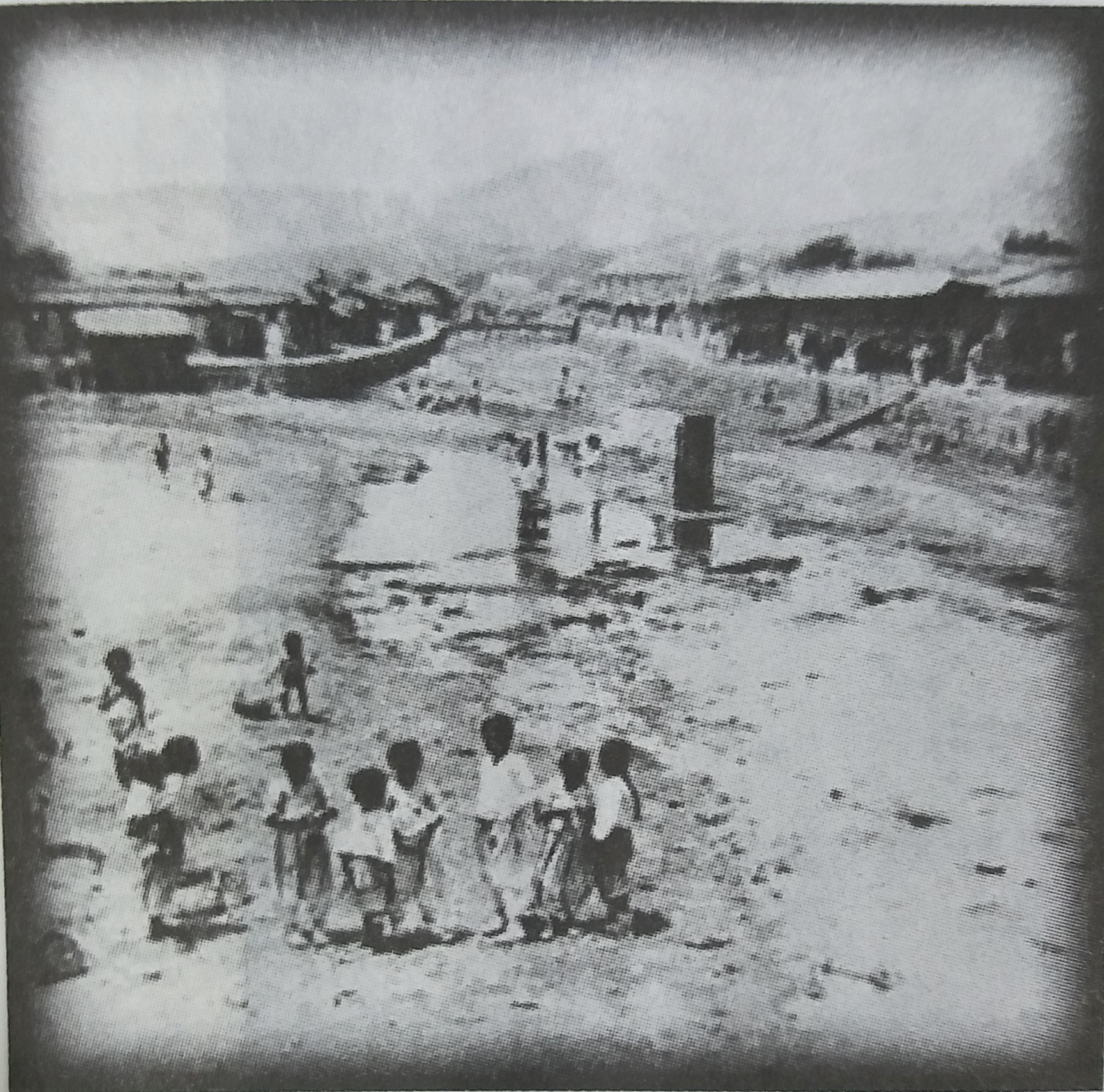
Чхонгечхон у 1904 році

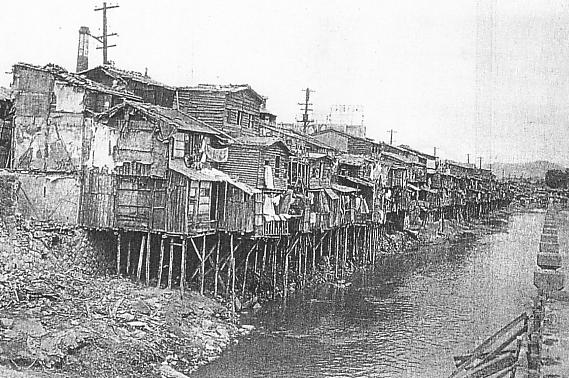
Чхонгечхон під час японського колоніального періоду

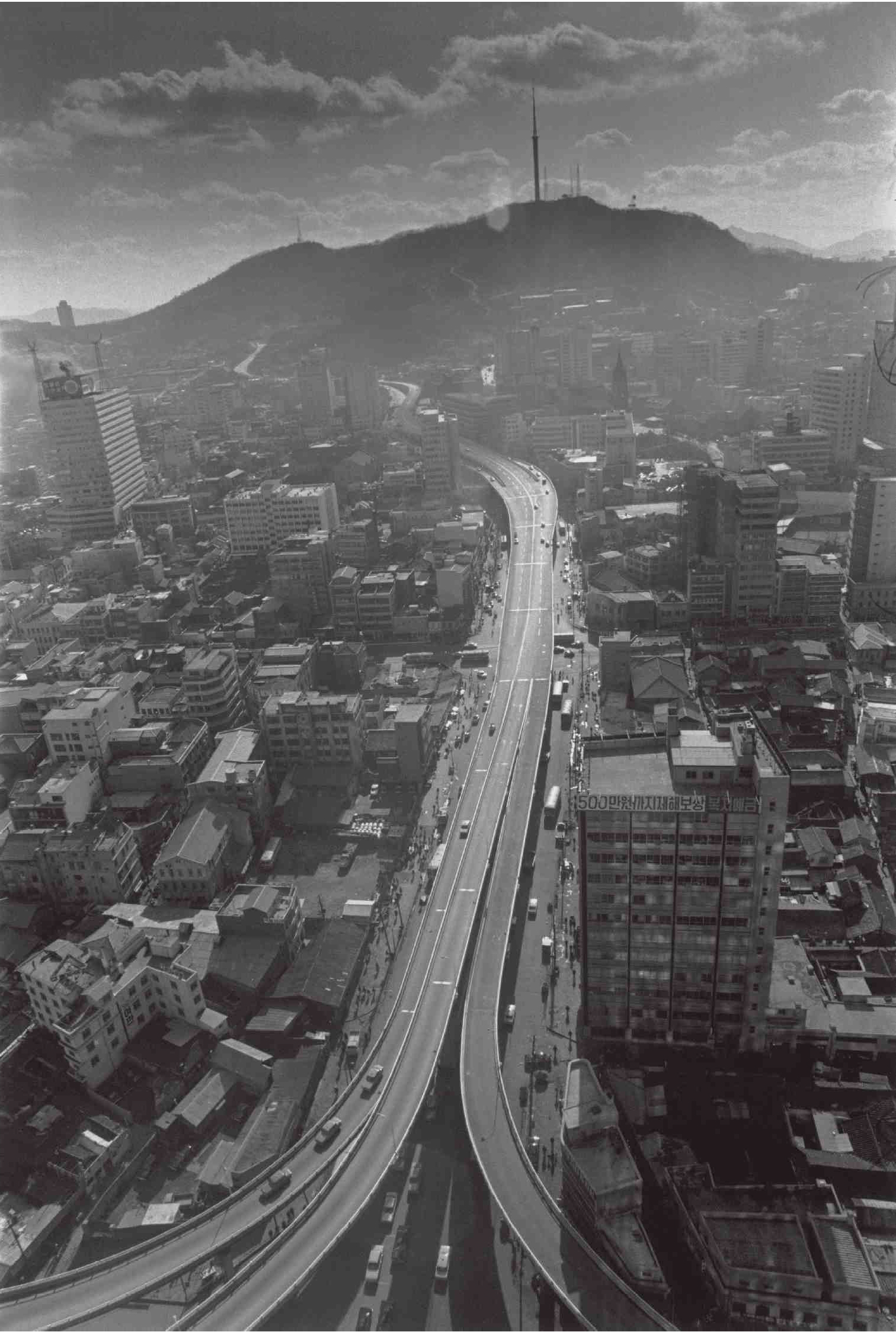
Швидкісна автомагістраль Чонге, 1972 рік

Потік був названий Гечхон («відкритий потік») після першого проекту реконструкції побудови дренажної системи за часів династії Чосон. Роботи, які включали поглиблення русла, зміцнення берегів річки та будівництво мостів, виконувалися кожні 2–3 роки протягом цього періоду з часів правління Теджона, третього короля династії Чосон. Король Йонджо спеціально взявся за реконструкцію як національний проект.
Гечхон отримав свою теперішню назву, Чонгечхон, коли Корея перебувала під владою Японії. У цей час фінансові труднощі перешкодили японським силам накрити потік, незважаючи на кілька спроб це зробити.
Після Корейської війни багато людей мігрували до Сеула, щоб заробити собі на життя, і осіли вздовж потоку в старих тимчасових будинках. Супутнє сміття, пісок і відходи, а також погіршення умов стали великою проблемою для міста. Потік покривали бетоном протягом 20 років, починаючи з 1958 року, а в 1976 році завершено будівництво надземної дороги довжиною 5,6 км і шириною 16 м. Район став прикладом успішної індустріалізації та модернізації Південної Кореї.
У 1990-х роках продовжували виникати проблеми з безпекою покривної конструкції потоку Чхонге та застарілого шляхопроводу Чхонге. У відповідь на це Лі Мьон Бак, тодішній кандидат у мери Сеула, пообіцяв відновити потік і був обраний 32-м мером. Знесення шляхопроводу Чхонге почалося 1 липня 2003 року, а відновлення приблизно 5,84-кілометрової ділянки від Donga Ilbo в Gwanghwamun до Sindap Railway Bridge в Seongdong-gu завершено 30 вересня 2005. Вода, що протікає через верхню частину відновленого потоку Чхонгечхон, отримується шляхом очищення та дезінфекції води з річки Ханган, яка збирається з водозабірної станції Jayang біля мосту Джамсіль, і підземних вод біля станції метро в центрі міста, а вода, що тече нижче секції проходу розташовані міські стічні води.

## Відновлення
У липні 2003 року тодішній мер Сеула Лі Мьон Бак ініціював проект з видалення естакади та відновлення потоку. Це був серйозний захід, оскільки шосе довелося прибрати, а роки занедбаності та забудови залишили потік майже сухим. 120 тис. тонн води щодня мали закачувати з річки Хан, її приток та підземних вод зі станцій метро. Були проблеми з безпекою через зношений бетон. Тим не менш, відновлення Чхонгечхона вважалося важливим, оскільки воно вписувалося в рух за відновлення природи в місті та сприяння більш екологічному міському дизайну. Іншими цілями проекту було відновлення історії та культури регіону, які були втрачені протягом 30 років, а також відродження економіки Сеула.
Столичний уряд Сеула створив кілька організацій для нагляду за успішним відновленням Чхонгечхона: штаб-квартиру проекту відновлення Чхонгечхона для контролю всього проекту; Громадянський комітет із проекту відновлення Чхонгечхона для вирішення конфлікту між столичним урядом Сеула та спілкою торговців; і Cheonggyecheon Restoration Research Corps для створення та перегляду плану відновлення.

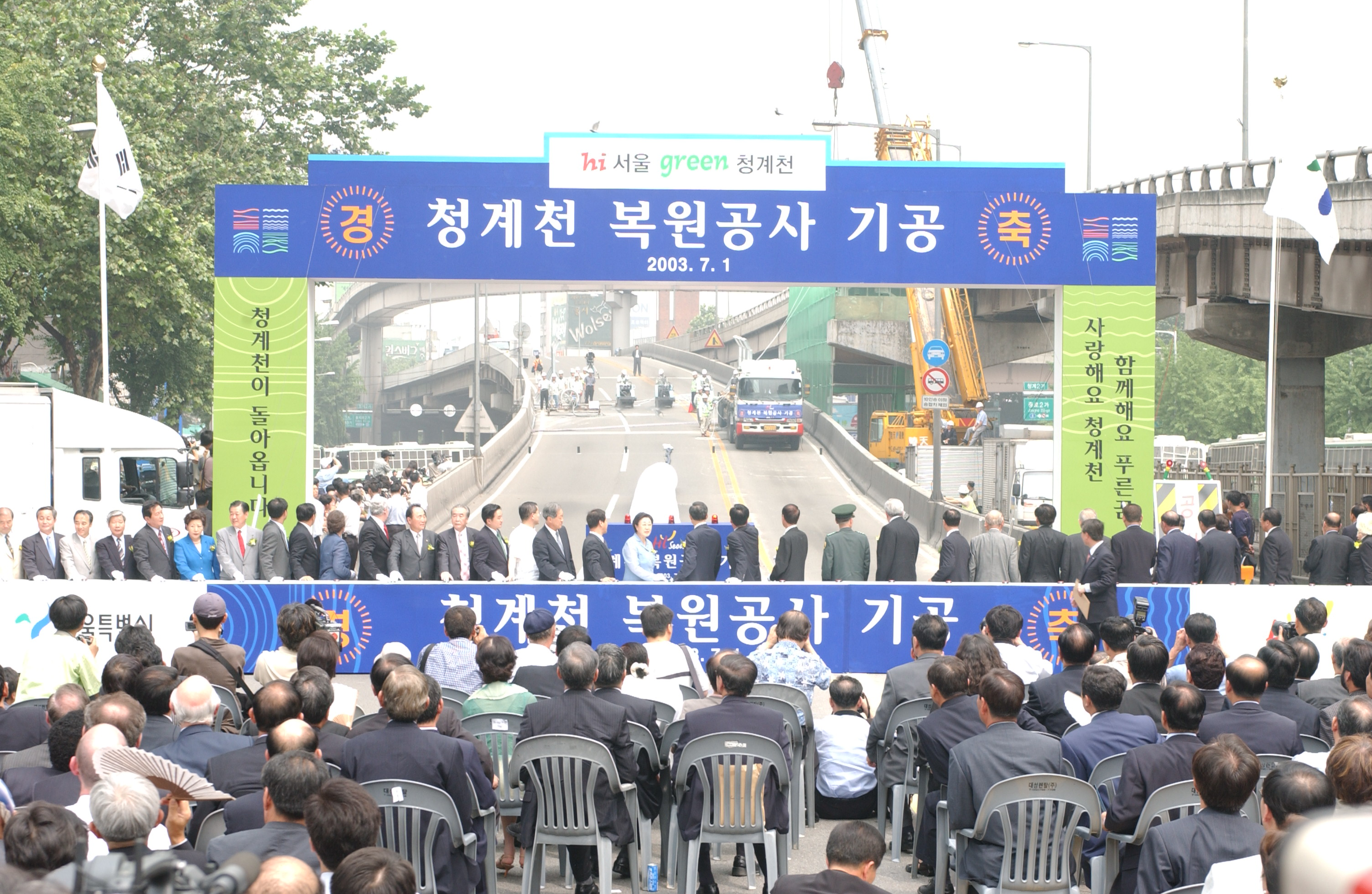
Церемонія початку будівельних робіт, 2003 рік

Щоб вирішити подальшу проблему дорожнього руху, Штаб-квартира Проекту відновлення Чхонгечхона встановила заходи щодо транспортного потоку в центральній частині міста, яка постраждала від реставраційних робіт, і скоординувала зміни в системі дорожнього руху в центрі міста на основі досліджень Дослідницького корпусу реставрації Чхонгечхона.

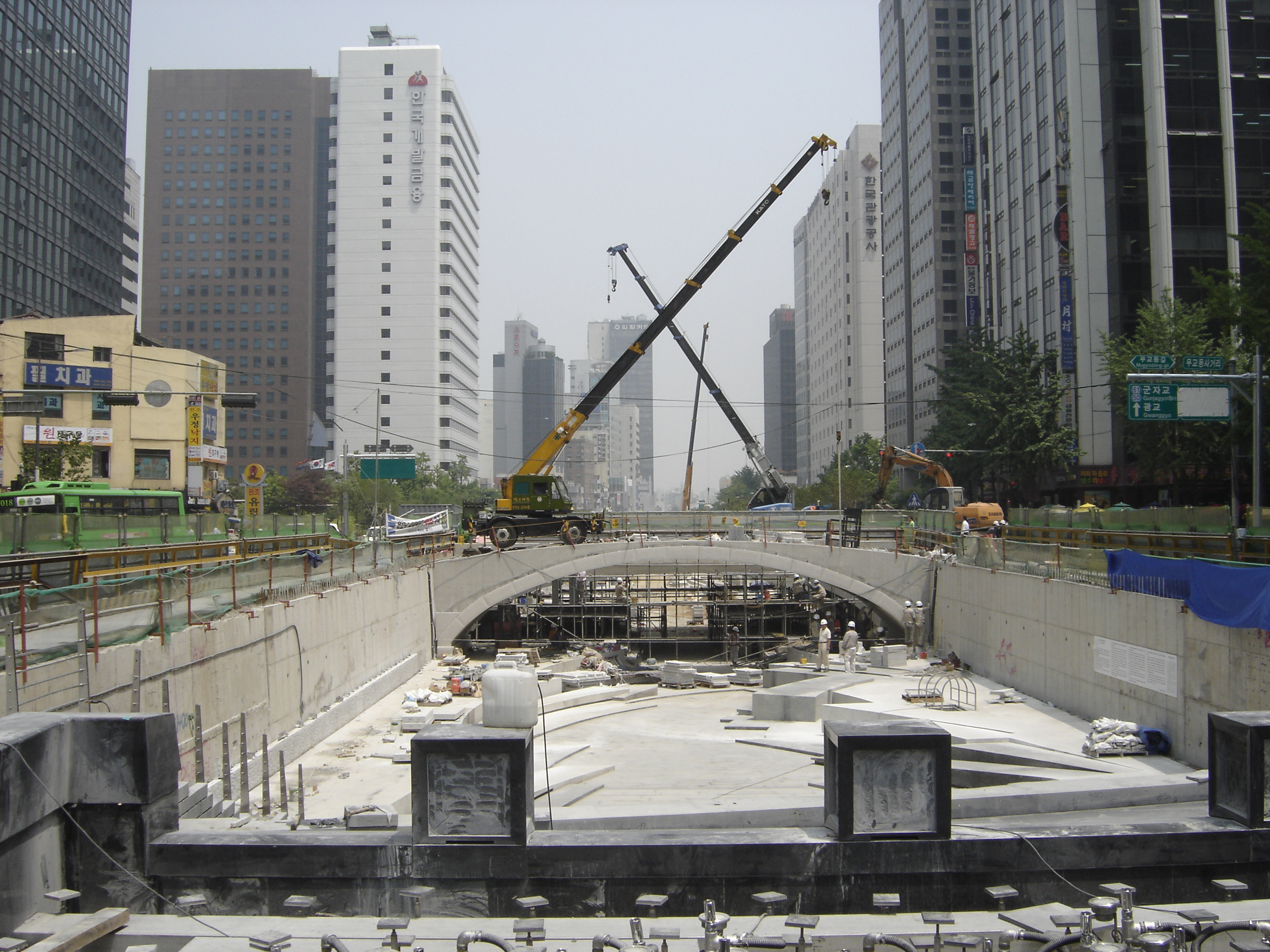
Завершальний етап будівельних робіт з відновлення потоку, 2005 рік

Відновлення двох історичних мостів, Квантонггіо та Супьогьо, також було спірним питанням, оскільки кілька зацікавлених груп висловлювали думки щодо того, як відновити історичні та культурні об’єкти та залишки, а також замінювати мости чи ні.

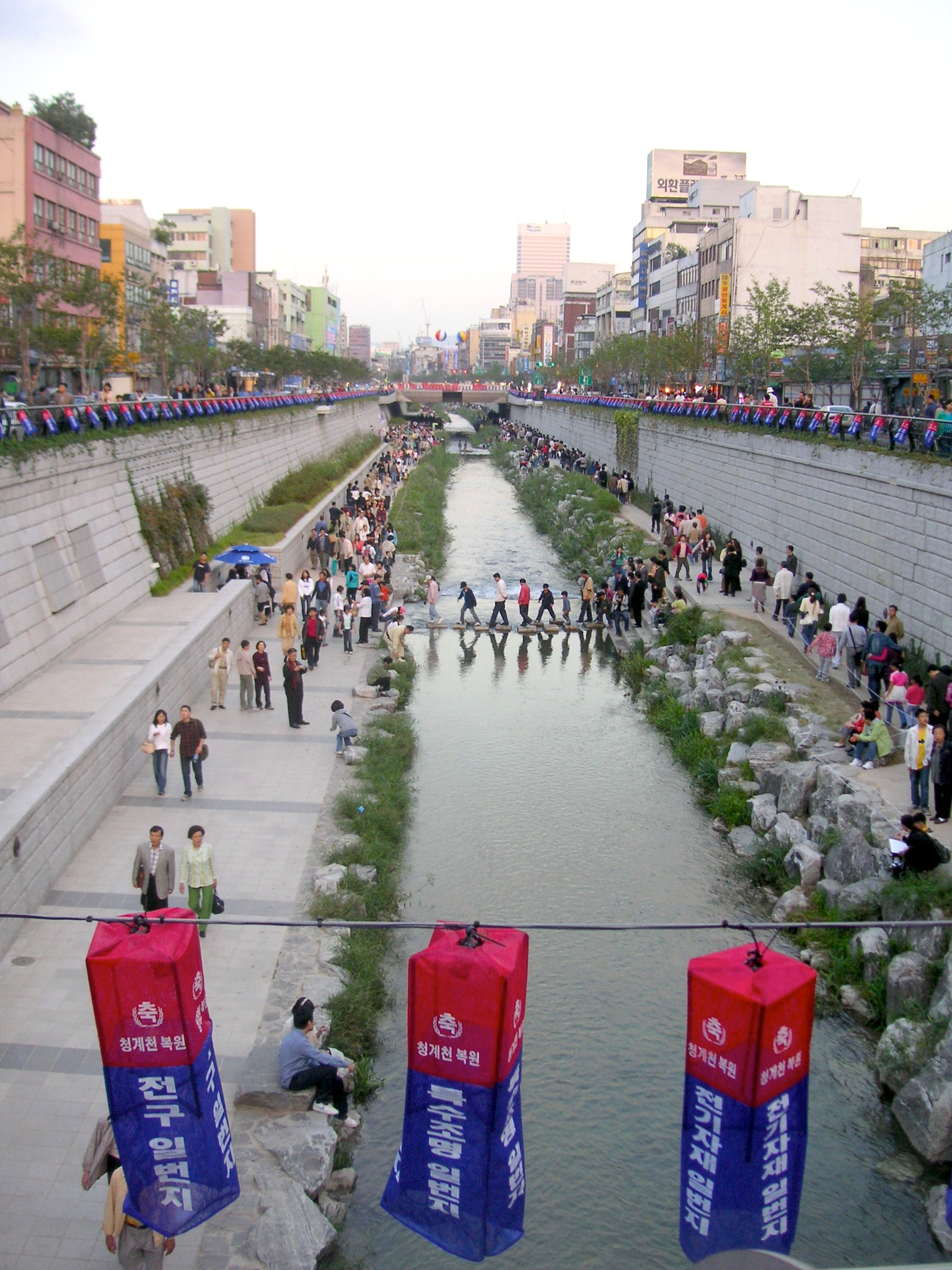
Невдовзі після відкриття у 2005 році

Проект реставрації Чхонгечхона мав на меті зберегти унікальну ідентичність природного середовища та історичних ресурсів у центральному діловому районі Сеула, а також зміцнити навколишню ділову територію інформаційними технологіями, міжнародними справами та цифровими галузями. План заохочував повернення зручної пішохідної мережі, що з’єднує потік із районами Букчон, Даеханно, Чондон, Намчон і Донвамунгіл. Ця мережева система під назвою CCB (Cheonggyecheon Culture Belt) намагалася побудувати культурну та екологічну основу міста.

## Досягнення
Будівельні роботи тривали з 2003 по 2005 рік.
Потік був відкритий для публіки у вересні 2005 року і був оцінений як великий успіх у міському оновленні та благоустрої. Однак існувала значна опозиція з боку попередньої адміністрації мера Го Гона, яка побоювалася джентрифікації прилеглих районів, де розташовувалося багато магазинів і малих підприємств машинобудування.
Створення навколишнього середовища з чистою водою та природним середовищем існування було найзначнішим досягненням проекту. Різноманітність видів риб, птахів і комах значно зросла в результаті відкриття потока. Потік допомагає знизити температуру в прилеглих районах у середньому на 3,6 °C порівняно з іншими частинами Сеула. Кількість транспортних засобів, які в'їжджають до центру Сеула, зменшилася на 2,3%, при цьому зросла кількість користувачів автобусів (на 1,4%) і метро (на 4,3%: в середньому 430 000 осіб на день) в результаті демонтажу двох дуже завантажених автомагістралей. Це позитивно впливає на покращення атмосферного середовища в регіоні.
Проект має на меті сприяти міській економіці через посилення міської інфраструктури для конкурентоспроможного міста в діловому та промисловому районі, зосередженому вздовж потоку. Проект міського оновлення став каталізатором відродження центру Сеула. Чхонгечхон став центром культурної та економічної діяльності.

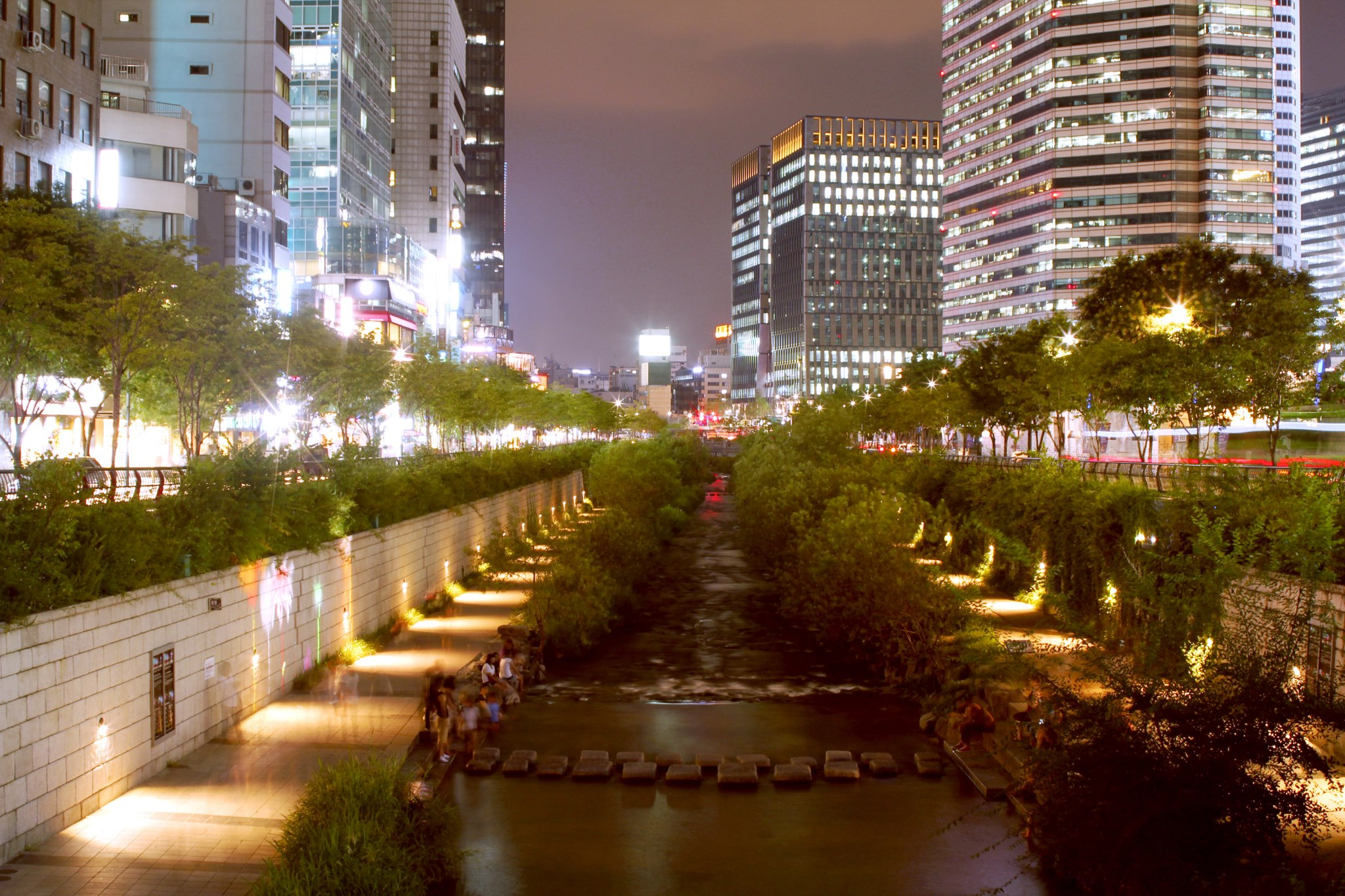
Нічний вигляд Чхонгенчхона

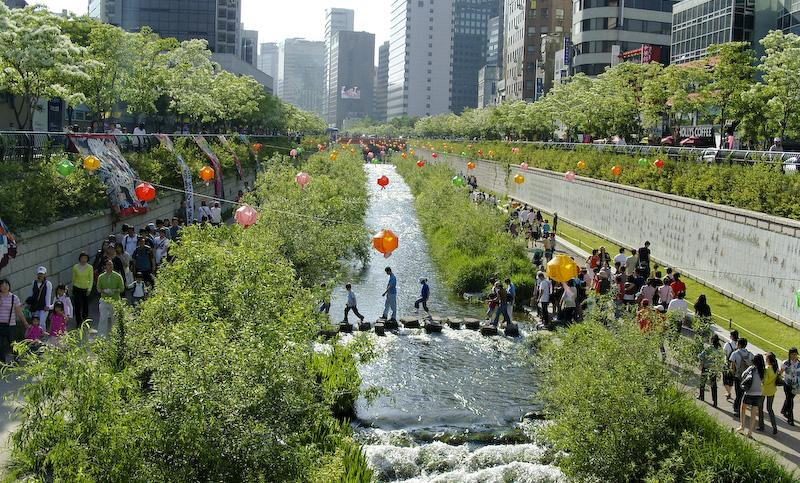
Чхонгенчхон навесні 2008 року

Реставраційні роботи в Чхонгечхоні встановили рівновагу в районах на південь і північ від потоку. В епоху модернізації центр Сеула був розділений на дві частини, північ–південь, залежно від їхніх особливостей і функцій. Реставрація допомогла об’єднати ці частини та створити нову міську структуру, яка об’єднує культурні та екологічні ресурси в північних і південних районах річки, що призвело до збалансованого та сталого розвитку північних і південних районів річки Хан.
Проект прискорив рух по місту, коли автомагістраль прибрали. Його цитували як реальний приклад парадоксу Бреса.

## Реакція громадськості
Декілька інституцій провели дослідження громадської думки щодо відновлення Чхонгечхона і опитування, проведене Дослідницьким інститутом Сеула для громадян і експертів, показало, що «Відновлення Чхонгечхона» серед 20 великих проектів, реалізованих у центрі Сеула з 1995 по 2010 рік посіло перше місце, отримавши середній бал 4,02 з 5 можливих. В опитуванні громадян, проведеному Інститутом розвитку Сеула, найбільшим досягненням реставрації Чонгечхон визнали відновлення екологічного середовища, а у опитуванні про визначні пам'ятки Сеула, Чхонгечхон посів четверте місце. Крім того, в опитуванні, проведеному столичним урядом Сеула та Інститутом розвитку Сеула серед торговців поблизу Чхонгечхона, 66,8 % з них оцінили хід проекту відновлення Чонгечхона як «добре зроблено». У відповідь на запитання про майбутні перспективи Опитування показало, що 77,6 % респондентів налаштовані позитивно, що все пройде добре.
Щодо позитивної оцінки, згадується покращення Чхонгечхона та його навколишнього середовища. Відновлений Чхонгечхон став місцем відпочинку в центрі міста для городян і зарекомендував себе як простір для дозвілля. Перш за все, підтверджено покращення якості повітря та зменшення шуму , ефект теплового острова послаблено , а кількість утворених негативних іонів виявилася вищою, ніж у звичайних міських зонах . Крім того, кількість видів, що живуть у Чхонгечхоні, зросла до 626  (308 видів рослин, 25 видів риhttps://uk.wikipedia.org/w/index.php?title=Чхонгечхон&action=edit#б, 36 видів птахів), що в 6,4 рази перевищує кількість до відновлення (98 видів). Середовище проживання качок, саламандр тощо підтверджено.
Інститут розвитку Сеула підрахував, що економічний ефект від реставрації досягне 23 трильйонів вон і що буде створено 310 000 робочих місць, якщо розвиток навколишнього середовища буде здійснено після реставрації.
Досвід відновлення Чхонгечхона зацікавив також представників муніцивалітетів інших міст. Наприклад, місто Нагоя, Японія скерувало до Сеулу делегацію своїх службовців для вивчення цього досвіду через довгостроковий обмін . У США Гарвардський університет опублікував книгу про проект реставрації Чхонгенчхона і прийняв її як навчальний матеріал.
З іншого боку, є багато негативних відгуків. Економіст У Сок Хун у своїй книзі різко критикував відновлений потік Чонге, назвавши його «штучним озером». Крім того, оскільки наявна кількість води, що природним чином протікає у струмку, невелика, електроенергія використовується на водозаборі для забору води з річки Хан і підземних вод і течії її з площі Чонге. Середній рахунок за електроенергію, що використовується для закачування води становить приблизно 800 мільйонів вон на рік, що є значною сумою , і водорості також продовжують зустрічатися. З 2007 по 2009 рік на видалення водоростей витратили 80 мільйонів вон. Крім того, лише у 2011 році близько 8 мільярдів вон витратили на оплату праці, прибирання та охорону, а також на будівництво та утримання об’єктів озеленення. Ці витрати зросли з 3,7 мільярдів вон у 2005 році до 7,7 мільярдів вон у 2010 році.

## Вартість
За бюджетом у 349 мільярдів вон остаточна вартість проекту склала понад 386 мільярдів вон (приблизно 323 мільйони доларів США).

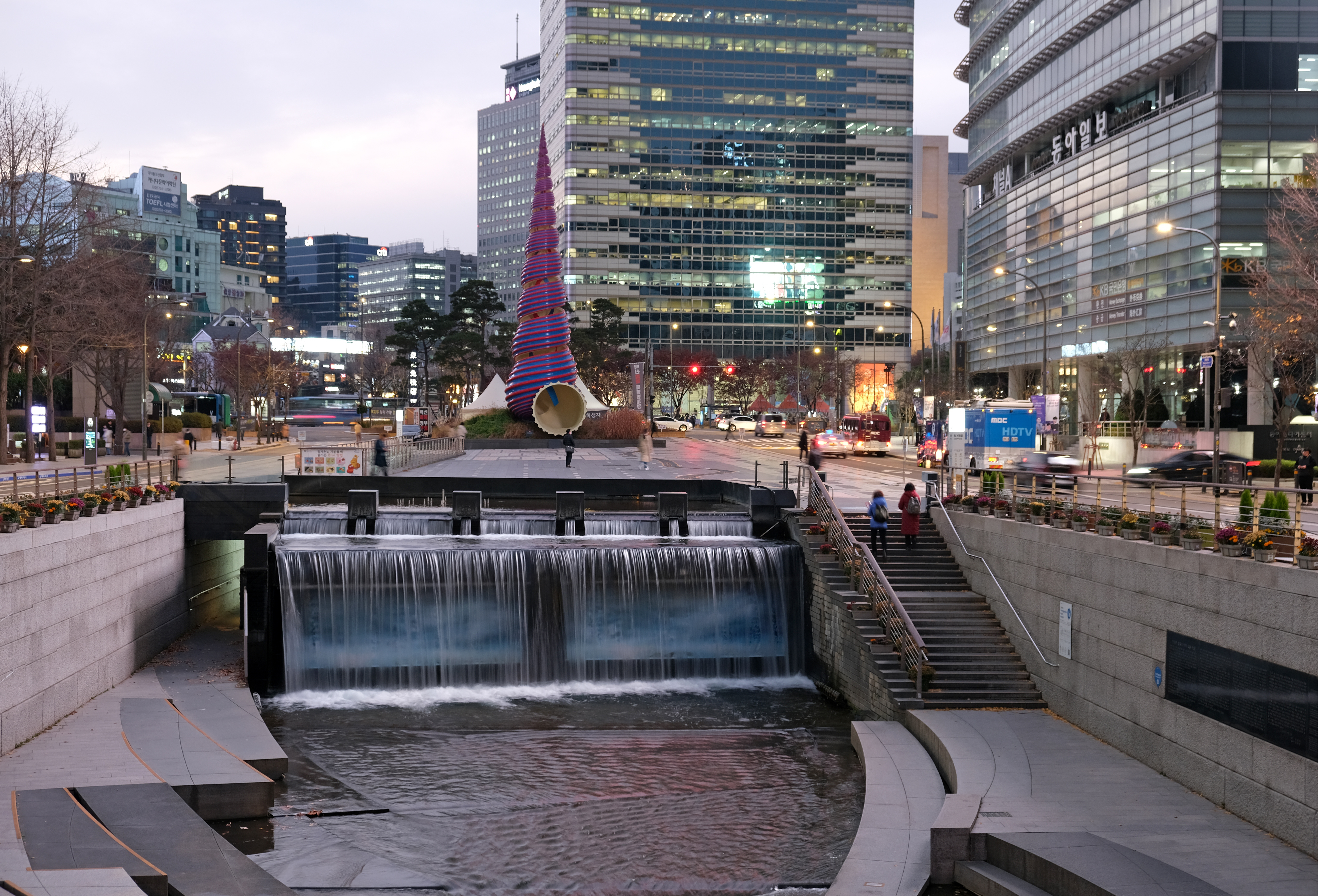
Виток потоку

Деякі корейські екологічні організації критикували його високу вартість і відсутність екологічної та історичної достовірності, називаючи його суто символічним і не дуже корисним для еко-середовища міста. Замість того, щоб використовувати відновлення як інструмент міського розвитку, екологічні організації закликали до поступового довгострокового екологічного та історичного відновлення всього басейну річки Чонгечхон та його екологічної системи.
Вартість утримання Чхонгечхона зростає з кожним роком. З жовтня 2005 року до кінця 2016 року витрати на обслуговування та управління склали 85,7 мільярдів вон, що в середньому становило 7,1 мільярдів вон на рік.